# Mandana Jones
Mandana Jones est une actrice britannique née le 26 février 1967 en Angleterre. Elle a joué le rôle de Nikki Wade dans la série britannique Les Condamnées.